# デクラン・ライス
デクラン・ライス（Declan Rice、1999年1月14日 - ）は、イングランド・ロンドン・キングストン・アポン・テムズ区出身のサッカー選手。プレミアリーグ・アーセナルFC所属。イングランド代表。ポジションはMF、DF。
イングランド生まれだが、父方の祖父母はアイルランド・コーク県ダグラス出身である。そのため、2019年にイングランド代表を選択するまで、アイルランド代表としてプレーしていた経験を持つ。

## クラブ経歴

### ウエストハム
1999年、イギリス・ロンドン・キングストン・アポン・テムズ区出身。チェルシーFCのユースチームを経て、2014年にウェストハム・ユナイテッドFCのユースチームに入団。U-23リーグで力を付けた後、プレミアリーグ2016-17シーズン最終戦となった2017年5月22日のバーンリーFC戦の試合終了間際に、エジミウソン・フェルナンデスとの交代で、トップリーグ初出場。
翌2017-18シーズンの2017年8月19日のサウサンプトンFC戦で、トップリーグ戦初先発。同シーズンは監督がスラベン・ビリッチからデイヴィッド・モイーズに交代する苦しいシーズンで、ライスは10代ながら最終ラインに定着。チームは13位でトップリーグに残留。2018年4月には、クラブが選ぶシーズン最優秀選手の投票に、マルコ・アルナウトヴィッチに次ぐ支持を集めた。
2018-19シーズンのマヌエル・ペレグリーニ体制では新加入のジャック・ウィルシャーらの怪我の影響もあって4-1-4-1のボランチの位置に収まる。2019年1月12日のアーセナルFC戦では、サミル・ナスリのアシストから、プロ初ゴールを決めた。ペレグリーニ体制で欠かせない戦力となり、そのポテンシャルの高さもあってシーズン終了後にはレアル・マドリードが興味を示すなど、案の定強豪からの関心を集めた。2019-20シーズンはリーグ戦全38試合にフル出場した。タックルとインターセプトの数の両方でプレミアリーグトップ5の成績を収め、ウェストハムではこの両カテゴリーに加え、パスの数でも同チーム内での最多数を記録し、「ハマー・オブ・ザ・イヤー」に選出されている。
2021年2月15日、シェフィールド・ユナイテッド戦で、シーズン初のゴールであるPKを成功させ、3-0での勝利に貢献した。
2021年4月、2020-21シーズンのウェストハムの全試合に出場していたが、代表戦で負傷した膝のために、4週間の離脱を余儀なくされた。

### アーセナル
2023年7月15日、アーセナルFCへ加入。背番号は41番。報道によると移籍金は1億ポンドとボーナス500万ポンドとなりジャック・グリーリッシュがマンチェスター・シティFCに移籍したときの移籍金を上回りイングランド人歴代最高額の移籍金となった。同年9月3日、プレミアリーグのマンチェスター・ユナイテッド戦にて後半アディショナルタイムに逆サイドでフリーで待っていたコーナーキックを胸トラップで落とし劇的逆転弾を決めアーセナル移籍後初ゴールを記録した。同年9月20日、UEFAチャンピオンズリーグのグループステージ第1戦であるPSVアイントホーフェン戦に先発出場しCLデビューを果たした。2024年2月29日、ロンドン・フットボール・アワード2024においてプレミアリーグ年間最優秀選手賞を受賞した。同年8月20日、23-24シーズンのPFA年間ベストイレブンに選出された。チームメイトのウーデゴール、ラヤ、ガブリエウ、サリバもともに選出されており無敗優勝時代に次ぐ多さでアーセナルから5人の選出となった。
2024-25シーズン、UEFAチャンピオンズリーグ準々決勝、レアル・マドリードとの1stレグで自身のプロキャリアで初の直接FKからのゴールを奪うとその後も直接FKによるゴールを決めて勝利に貢献、なおこれでチャンピオンズリーグ決勝トーナメントで、1試合で2本の直接FKを決めた最初の選手となった。

## 代表経歴
ロンドン出身ながら、祖父母がアイルランドのコーク出身だった関係で、代表チームはユース世代から2018年まではアイルランド代表でプレー。U-17、U-19代表の最優秀選手に選出されるなど注目された。2018年3月23日のトルコとの親善試合で、19歳でフル代表デビューを果たした。しかし、同年末にイングランド代表入りを目指すことを宣言。2019年3月に初招集を受けた。一方でこの代表鞍替えにアイルランド代表サポーターは激怒し、脅迫を受けた。2020年11月18日、UEFAネーションズリーグのアイスランド戦で代表初得点を決めた。2021年、UEFA EURO 2020ではレギュラーポジション得て、チームの準優勝に貢献した。2022年11月10日、W杯カタール大会に向けたメンバーの1人に選出された。2024年6月6日、EURO 2024のイングランド代表メンバーに招集された。

## 個人成績

### クラブ
2023-24シーズン終了時点
| クラブ                     | シーズン     | リーグ戦       | リーグ戦 | リーグ戦 | FAカップ | FAカップ | リーグカップ | リーグカップ | 国際大会 | 国際大会 | その他 | その他 | 合計 | 合計 |
| クラブ                     | シーズン     | ディビジョン   | 出場     | 得点     | 出場     | 得点     | 出場         | 得点         | 出場     | 得点     | 出場   | 得点   | 出場 | 得点 |
| -------------------------- | ------------ | -------------- | -------- | -------- | -------- | -------- | ------------ | ------------ | -------- | -------- | ------ | ------ | ---- | ---- |
| ウェストハム・ユナイテッド | 2016-17      | プレミアリーグ | 1        | 0        | 0        | 0        | 0            | 0            | 0        | 0        | -      | -      | 1    | 0    |
| ウェストハム・ユナイテッド | 2017-18      | プレミアリーグ | 26       | 0        | 1        | 0        | 4            | 0            | -        | -        | -      | -      | 31   | 0    |
| ウェストハム・ユナイテッド | 2018-19      | プレミアリーグ | 34       | 2        | 1        | 0        | 3            | 0            | -        | -        | -      | -      | 38   | 2    |
| ウェストハム・ユナイテッド | 2019-20      | プレミアリーグ | 38       | 1        | 2        | 0        | 0            | 0            | -        | -        | -      | -      | 40   | 1    |
| ウェストハム・ユナイテッド | 2020-21      | プレミアリーグ | 32       | 2        | 2        | 0        | 0            | 0            | -        | -        | -      | -      | 34   | 2    |
| ウェストハム・ユナイテッド | 2021-22      | プレミアリーグ | 36       | 1        | 3        | 1        | 1            | 0            | 10       | 3        | -      | -      | 50   | 5    |
| ウェストハム・ユナイテッド | 2022-23      | プレミアリーグ | 37       | 4        | 2        | 0        | 0            | 0            | 11       | 1        | -      | -      | 50   | 5    |
| ウェストハム・ユナイテッド | 通算         | 通算           | 204      | 10       | 11       | 1        | 9            | 0            | 21       | 4        | -      | -      | 245  | 15   |
| アーセナル                 | 2023-24      | プレミアリーグ | 38       | 7        | 1        | 0        | 1            | 0            | 10       | 0        | 1      | 0      | 51   | 7    |
| キャリア通算               | キャリア通算 | キャリア通算   | 242      | 17       | 12       | 1        | 10           | 0            | 31       | 4        | 1      | 0      | 296  | 22   |

## 代表歴

### 出場大会
- イングランド代表
  - 2022 FIFAワールドカップ

### 試合数
- アイルランド代表 3試合 0得点（2018年）
- イングランド代表 50試合 3得点（2019年-）[20]

2024年3月26日現在
| アイルランド代表 | 国際Aマッチ | 国際Aマッチ |
| 年               | 出場        | 得点        |
| ---------------- | ----------- | ----------- |
| 2018             | 3           | 0           |
| 通算             | 3           | 0           |

| イングランド代表 | 国際Aマッチ | 国際Aマッチ |
| 年               | 出場        | 得点        |
| ---------------- | ----------- | ----------- |
| 2019             | 7           | 0           |
| 2020             | 6           | 1           |
| 2021             | 14          | 1           |
| 2022             | 12          | 0           |
| 2023             | 9           | 1           |
| 2024             | 2           | 0           |
| 通算             | 50          | 3           |

### 得点
| #  | 開催日         | 開催地                                               | 対戦国       | スコア | 結果 | 大会                                             |
| -- | -------------- | ---------------------------------------------------- | ------------ | ------ | ---- | ------------------------------------------------ |
| 1. | 2020年11月18日 | ロンドン、ウェンブリー・スタジアム                   | アイスランド | 1-0    | 4-0  | UEFAネーションズリーグ2020-21・リーグA           |
| 2. | 2021年9月2日   | ブダペスト、プシュカーシュ・アレーナ                 | ハンガリー   | 4-0    | 4-0  | 2022 FIFAワールドカップ・ヨーロッパ予選グループI |
| 3  | 2023年3月23日  | ナポリ、スタディオ・ディエゴ・アルマンド・マラドーナ | イタリア     | 1-0    | 2-1  | UEFA EURO 2024予選                               |

## タイトル

### クラブ
ウェストハム・ユナイテッド
- UEFAヨーロッパカンファレンスリーグ: 2022-23

アーセナル
- FAコミュニティ・シールド: 2023

### 代表
出場大会
- イングランド代表

2020年 - UEFA EURO 2020（準優勝）

### 個人
- PFA年間ベストイレブン: 1回 (2023-24)